# The Velvet Underground
The Velvet Underground var et amerikansk rockband, der blev dannet i 1964 i New York City af sangeren og guitaristen Lou Reed, multi-instrumentalisten John Cale, guitaristen Sterling Morrison og trommeslageren Angus MacLise (erstattet med Moe Tucker i 1965). Banden var oprindeligt aktivt mellem 1965 og 1973, og havde i en kort overgang popkunstneren Andy Warhol som manager, og de fungerede som husband på the Factory og Warhols Exploding Plastic Inevitable-arrangementer fra 1966 til 1967. Deres debutalbum, The Velvet Underground & Nico (med den tyskfødte sanger og model Nico), blev udgivet i 1967, men det blev mødt med kritikernes ligegyldighed og dårlige salgstal, men det er siden blevet en kritikerrost udgivelse; i 2003 kaldte Rolling Stone det for det "mest profetiske rockalbum der nogensinde er lavet." De nåede at udgivet i alt fem studiealbums. Siden opløsningen i 1973 har bandet været gendannet i flere omgange i 1990'erne og i 2009.
Bandets integrering af rock og avantgarde opnåede ikke stor kommerciel succes, mens det eksisterede, men det bliver i dag anerkendt som et af de mest indflydelsesrige bands inden for rock, undergrundsmusik, eksperimentel og alternativ rock. De provokerende emner, musikalske eksperimenter og ofte nihilististke attituder, der blev udforsket i bandets musik, blev indflydelsesrige i udviklingen af punkrock og new wave. I 2004 rangerede Rolling Stone bandet som nummer 19 på listen deres "100 Greatest Artists of All Time". I 2017 indikerede et studie fra AllMusics katalog, at The Velvet Underground var det femte mest hyppige gruppe, der blev nævnt som indflydelse på andre kunstnere i deres database. Bandet blev optaget i Rock and Roll Hall of Fame i 1996 af Patti Smith.

## Diskografi
- The Velvet Underground & Nico (1967)
- White Light/White Heat (1968)
- The Velvet Underground (1969)
- Loaded (1970)
- Squeeze (1973)